# Madeline H. Caviness
 (novembre 2021).
La mise en forme du texte ne suit pas les recommandations de Wikipédia : il faut le « wikifier ».
Les points d'amélioration suivants sont les cas les plus fréquents :
- Les titres sont pré-formatés par le logiciel. Ils ne sont ni en capitales, ni en gras.
- Le texte ne doit pas être écrit en capitales (les noms de famille non plus), ni en gras, ni en italique, ni en « petit »…
- Le gras n'est utilisé que pour surligner le titre de l'article dans l'introduction, une seule fois.
- L'italique est rarement utilisé : mots en langue étrangère, titres d'œuvres, noms de bateaux, etc.
- Les citations ne sont pas en italique mais en corps de texte normal. Elles sont entourées par des guillemets français : « et ».
- Les listes à puces sont à éviter, des paragraphes rédigés étant largement préférés. Les tableaux sont à réserver à la présentation de données structurées (résultats, etc.).
- Les appels de note de bas de page (petits chiffres en exposant, introduits par l'outil «  Source ») sont à placer entre la fin de phrase et le point final[comme ça].
- Les liens internes (vers d'autres articles de Wikipédia) sont à choisir avec parcimonie. Créez des liens vers des articles approfondissant le sujet. Les termes génériques sans rapport avec le sujet sont à éviter, ainsi que les répétitions de liens vers un même terme.
- Les liens externes sont à placer uniquement dans une section « Liens externes », à la fin de l'article. Ces liens sont à choisir avec parcimonie suivant les règles définies. Si un lien sert de source à l'article, son insertion dans le texte est à faire par les notes de bas de page.
- La présentation des références doit suivre les conventions bibliographiques. Il est recommandé d'utiliser les modèles {{Ouvrage}}, {{Chapitre}}, {{Article}}, {{Lien web}} et/ou {{Bibliographie}}. Le mode d'édition visuel peut mettre en forme automatiquement les références.
- Insérer une infobox (cadre d'informations à droite) n'est pas obligatoire pour parachever la mise en page.

Pour une aide détaillée, merci de consulter Aide:Wikification.
Si vous pensez que ces points ont été résolus, vous pouvez retirer ce bandeau et améliorer la mise en forme d'un autre article.
Madeline Harrison Caviness, FMAoA, FSA (née en 1938) est une spécialiste anglo-américaine de l'art médiéval européen et en particulier du vitrail. Elle est professeure émérite à l'Université Tufts de Somerville, Massachusetts. Elle a été la première femme à devenir présidente de l'Union Académique Internationale (2001-2004).

## Sélection de publications
Livres
- The Early Stained Glass of Canterbury Cathedral, ca. 1175-1220 (1997), Princeton University Press. (Brown Prize)
- The Windows of Christ Church Cathedral, Canterbury (Corpus Vitrearum Medii Aevii, Great Britain II) (1981), Oxford University Press.
- Sumptuous Arts at the Royal Abbeys in Reims and Braine, Ornatus elegantiae, varietate stupendes (1990), Princeton University Press.
- Visualizing Women in the Middle Ages: Sight, Spectacle, and the Scopic Economy (2001), University of Pennsylvania Press.

Articles
- (Sous le nom de Madeleine Harrison) "A Life of St. Edward the Confessor in early fourteenth-century stained glass at Fécamp in Normandy," Journal of the Warburg and Courtauld Institutes, XXVI (1963), pp. 22-37
- "A Lost Cycle of Canterbury Paintings of 1220," The Antiquaries Journal, LIV (1974), pp. 60-74.
- "Gender Symbolism and Text Image Relationships: Hildegard of Bingen's Scivias" in Jeanette Beer, ed., Translation Theory and Practice in the Middle Ages, Kalamazoo: Medieval Institute Publications, 1997, pp. 71-111.